# Carl Jahnzon
Carl Johan Jahnzon, född 29 april 1881 i Hedvig Eleonora församling i Stockholm, död 25 juni 1955 i Enskede församling i Stockholm, var en svensk friidrottare (diskuskastning och viktkastning). Han vann SM-guld i diskus åren 1904 och 1905 samt i viktkast år 1914. Han tävlade för Djurgårdens IF.
Vid OS 1912 i Stockholm kom han på åttonde plats i slägga. Jahnzon är begravd på Sandsborgskyrkogården i Stockholm.